# Ungern i olympiska vinterspelen 1952
Ungern deltog med 12 deltagare vid de olympiska vinterspelen 1952 i Oslo. Totalt vann de en bronsmedalj.

## Medaljer

### Brons
- Marianna Nagy och László Nagy - Konståkning.